# Pseudantechinus macdonnellensis
Pseudantechinus macdonnellensis är en pungdjursart som först beskrevs av Spencer 1896. Pseudantechinus macdonnellensis ingår i släktet Pseudantechinus och familjen rovpungdjur. IUCN kategoriserar arten globalt som livskraftig. Inga underarter finns listade. Artepitet i det vetenskapliga namnet betyder invånare av Macdonnell Ranges.
Pungdjuret förekommer i centrala Australien. Arten vistas där i klippiga eller torra områden som är täckta av lite växtlighet. Honor föder upp till sex ungar per kull.